# L'Aziza
Pour les articles homonymes, voir Aziza.
Singles de Daniel Balavoine
Dieu que c'est beau
(1984) Sauver l'amour
(1986)
Pistes de Sauver l'amour
Tous les cris les SOS
(2) Le blues est blanc
(4)
L'Aziza est une chanson de Daniel Balavoine, parue en 1985, écrite et composée pour son album Sauver l'amour. Avec cette chanson, Balavoine rend hommage à son épouse Corinne, d'origine juive marocaine.
La chanson sort en single le 14 octobre 1985 comme premier extrait de l'album et entre au Top 50 le même mois. Le choc causé par le décès tragique de Daniel Balavoine le 14 janvier 1986 augmente considérablement les ventes du single, ce qui lui permettra de se hisser en tête du Top durant huit semaines consécutives et de se vendre à plus d'un million d'exemplaires, devenant la meilleure vente de single du chanteur.

## Genèse
En 1985, le Front national monte en puissance dans la vie politique française, ce qui indigne Daniel Balavoine. En effet, le climat politique général en France inquiète le chanteur et auteur-compositeur de trente-trois ans, puisque le président de la République François Mitterrand, à qui il voue une grande admiration mais qui ne partage pas ses états d'âme, organise à son initiative les législatives de 1986 à la proportionnelle, qui ouvriront les portes de l'Assemblée nationale au parti d'extrême droite. Dans ce contexte, Balavoine écrit le titre, exprimant sa colère dans un message de paix. Selon Didier Varrod, auteur du livre Le Roman de Daniel Balavoine, L'Aziza était un « cri spontané ». Durant l'enregistrement de son huitième — et dernier — album, Sauver l'amour, durant l'été 1985 en Écosse, Daniel Balavoine pourtant proche de SOS Racisme prend le contre-pied de nombreuses associations, en ne cédant pas à la mode de stigmatiser les ennemis des « potes », en combattant le racisme d'une autre manière. Varrod explique que Balavoine « considérait qu'il était facile et naïf d'affirmer : « Je suis contre le racisme ». Avec L'Aziza, il a voulu dire : « Moi, je ne suis pas contre Le Pen. Moi, je suis pour les Arabes » ». À cette époque, il revendique un changement de stratégie : « Je ne me laisserai plus piéger comme par le passé. »
Dans une interview à Paris Match, en novembre 1985, Daniel Balavoine émet des critiques envers la droite, mais aussi envers la gauche : 

« Ce qui me gêne dans SOS Racisme, c'est de chercher à faire croire aux gens qu'on peut mélanger les races sans qu'il y ait le moindre problème. Or, ce qui fait la beauté des races, c'est leur différence. Il y a un énorme fossé entre les races, mais il faut apprendre à le franchir. J'aime les Arabes, ce sont des gens fantastiques qui ont souvent bien plus de dignité que ceux qui en parlent de manière assez écœurante. »

— Daniel Balavoine

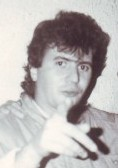
Daniel Balavoine, en 1984.

Par cette chanson, Balavoine rend également hommage à sa femme Corinne, juive d'origine marocaine : « Je vis avec une femme qui est juive marocaine. Aussi lorsque j'entends certaines personnes dire qu'il faut foutre dehors les immigrés, j'ai peur qu'on me l'enlève ».
Didier Varrod explique que le vers « Ton étoile jaune c'est ta peau » ferait polémique, car pour Balavoine, la personnalité de L'Aziza représente « une unité absolue », incarnant deux religions. Il ajoute qu'à travers son évocation, il « dénonce tous les racismes qui touchent tous les pays » et qu'à la première écoute, on croit la chanson légère et après une étude minutieuse, on s'aperçoit qu'« elle est bien plus complexe ».
L'Aziza, signifiant « la chose la plus chère » en arabe mais aussi « chérie », est devenu un standard de la chanson au fil des années. Le titre est enregistré aux Highland Recording Studios d'Inverness puis remixé l'année de la publication de l'album. Il est commercialisé en 45 tours comme premier single de l'album Sauver l'amour. Il figure sur le best of Balavoine sans frontières, pour les vingt ans de la disparition du chanteur. Le 7 décembre 1985, L'Aziza obtient le prix SOS Racisme, remis par Harlem Désir lors de la Fête des Potes au Bourget.
Le solo de guitare au milieu du titre, très technique, a été réalisé par le guitariste britannique John Woolloff. L'inspiration lui serait venu après avoir regardé la prestation de Status Quo au Live Aid le 13 juillet 1985, alors que l'équipe enregistrait en Écosse.

## Vidéoclip
Le clip, tourné au Maroc et à Paris, est réalisé par Olivier Chavarot. Deux placements sont effectués dans le clip : la bouteille de Badoit à 2:18 et Philips à 2:33. Quant à la guitare lancée par Balavoine dans les airs (à 3:03), elle est de la marque imaginaire « La Zizette ». On peut également apercevoir à 2:56, un morceau de l'affiche du film E.T. l'extra-terrestre de Steven Spielberg sorti 3 ans plus tôt. Quelques secondes plus tard, on aperçoit des hommes traquant de nuit une jeune femme d'origine maghrébine à l'aide de lampes torches, ce qui rappelle le début du film de Spielberg. Cette jeune femme est interprétée par l'actrice Fejria Deliba.
Le décor de la casbah à l'échelle 2/3 dans lequel courent les enfants a été réalisé par l'atelier Passe-Muraille. La télé-rocher et la Tour Eiffel en terre sont une contribution du plasticien Pascal Dejax.

## Parution
L'Aziza sort en single 45 tours le 14 octobre 1985 avec Tous les cris les SOS en face B, comme premier extrait de l'album Sauver l'amour. Pour la promotion du titre, Balavoine l'interprète dans plusieurs émissions télévisées et le clip vidéo est diffusé entre le 19 octobre 1985 et le 4 janvier 1986. Le single entre au Top 50 le 23 novembre 1985, à la quarantième place. Il progresse de place en place, atteignant la dix-huitième la semaine du 28 décembre 1985. Lors de la première semaine de janvier 1986, L'Aziza poursuit son chemin vers le succès, atteignant à ce moment-là la douzième place. Mais le 14 janvier 1986, alors que le titre est donc bien classé dans le Top 50, Daniel Balavoine meurt dans un accident d'hélicoptère lors du Paris Dakar au Mali, alors qu'il s'occupait d'une action humanitaire nommée Paris du cœur, visant à installer des pompes à eau hydrauliques dans des villages africains en profitant de la logistique du rallye.
La disparition tragique de Balavoine et l'émoi suscité propulsent les ventes de L'Aziza puisque le 18 janvier 1986, le single atteint la dixième place du Top 50 et prend la première du classement à partir du 1er février 1986, une quinzaine de jours après la mort du chanteur, y restant classé durant huit semaines consécutives ; avant de chuter à la cinquième place le 29 mars 1986, période où le groupe Gold prend la première place avec Capitaine abandonné. Par la suite, le titre connaît une faible baisse, avant de connaître une forte chute à la fin avril 1986, passant de la sixième, la semaine précédente, à la dix-huitième place. Il quitte le Top 50 après être resté vingt-huit semaines au classement. Il s'agit du premier single à être classé dans le Top à titre posthume,. Il figure même au Eurochart Hot 100 pendant neuf semaines, à partir du 13 février 1986 à la vingt-quatrième place et parvient à atteindre jusqu'à la vingt-troisième place la semaine suivante.
L'Aziza sera certifié disque de platine pour plus d'un million d'exemplaires vendus. La chanson sera même sélectionnée lors des Victoires de la musique en novembre 1986 dans la catégorie « Chanson de l'année », finalement remportée par Belle-Île-en-Mer, Marie-Galante de Laurent Voulzy.

## Classements et certifications
| Classement (1985-86)             | Meilleure place |
| -------------------------------- | --------------- |
| France (SNEP)                    | 1               |
| Québec (ADISQ)                   | 16              |
| Québec (Max 30 Québec)           | 1               |
| Europe (Europarade)              | 23              |
| Europe (European Hot 100)        | 20              |
| Europe (European Airplay Top 50) | 16              |

| Classement (2011)                 | Meilleure place |
| --------------------------------- | --------------- |
| Belgique (Back Catalogue Singles) | 7               |

| Classement (2016) | Meilleure place |
| ----------------- | --------------- |
| France (SNEP)     | 77              |

| Classement (1985)         | Meilleure place |
| ------------------------- | --------------- |
| France (SNEP)             | 3               |
| Québec (Max 30 Québec)    | 40              |
| Europe (European Hot 100) | 79              |

### Certifications
| Région                                                                                                 | Certification | Ventes/Streams |
| --- | ------------- | -------------- |
| France (SNEP)                                                                                          | Platine       | 1 000 000*     |
| *Ventes selon la certification ^Mise en rayon selon la certification xNon précisé par la certification |               |                |

## Crédits
- Paroles et musique : Daniel Balavoine
- Claviers : Matt Clifford et Daniel Balavoine
- Batterie, machine : Joe Hammer
- Guitares : John Woolloff
- Chœurs : Alice Terrell, Diane Dupuis et Paula Moore (avec l'aimable autorisation de CBS)
- Réalisation artistique : Andy Scott
- Assistant : Frédéric Defaye
- Programmation Fairlight : Joe, Matt, Daniel et Andy
- Photo : Ken Browar

## Éditions
- Le titre figure aussi sur le disque L'Essentiel (1995).

## Reprises
- Le groupe Gold a repris cette chanson sur son album live Gold a l'Olympia en 1987.
- La chanteuse mexicaine Byanka a interprété l'adaptation espagnole du titre, intitulé Evitar, sorti en 1987[21],[22].
- Khaled a fait figurer sa reprise de cette chanson sur la compilation Hommages en 2000.
- Le radiologue aux multiples talents Loïc Courrège en a fait une reprise saisissante avec le collectif de musiques urbains "Ma cité va chanter" en 2021
- En 2016, la chanson est reprise par Féfé pour l'album Balavoine(s) sorti à l'occasion du trentième anniversaire de la mort de Daniel Balavoine.

## Dans la culture
Sauf indication contraire ou complémentaire, les informations mentionnées dans cette section proviennent du générique de fin de l'œuvre audiovisuelle présentée ici.
- L'Aziza fait partie de la bande originale du film Quai d'Orsay de Bertrand Tavernier.
- La chanson est interprétée comme hymne à la diversité lors de la cérémonie d'ouverture des Jeux olympiques de Paris de 2024[23],.